# 马武镇 (涪陵区)
马武镇，是中华人民共和国重庆市涪陵区下辖的一个乡镇级行政单位。

## 行政区划
马武镇下辖以下地区：
桦榕社区、惠民社区、均田村、保安村、民协村、红专村、蒲江村、平桥村、外坝村、碑记村、白果村、石干村、小坝村、林口村、板桥村、文观村、兴隆村、方碑村和石朝门村。